# Кір (коктейль)

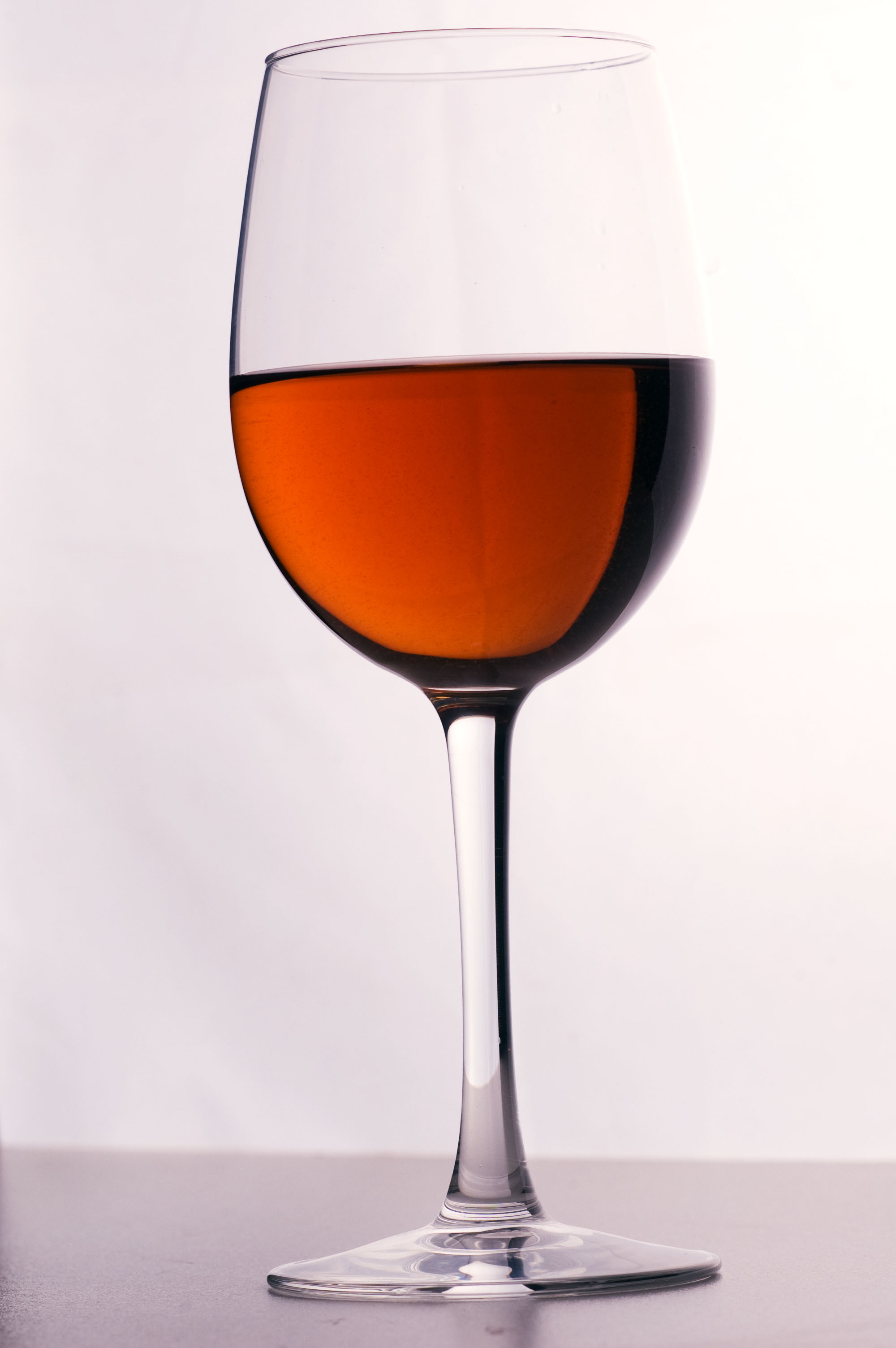
Коктейль «Кір»

Кір (фр. kir) — коктейль-аперитив, винайдений в Бургундії (Франція) в першій половині двадцятого століття. Являє собою суміш білого сухого вина і чорносмородинового лікеру (фр. crème de cassis). Класифікується як аперитив. Належить до офіційних напоїв Міжнародної асоціації барменів, категорія «Сучасна класика» (англ. Contemporary classics).

## Спосіб приготування
Склад коктейлю «Kir»:
- біле сухе вино — 90 мл (9 cl),
- чорносмородиновий лікер — 10 мл (1 cl).